# Spring Hill, Florida
Spring Hill är en ort (CDP) i Hernando County, i delstaten Florida, USA. Enligt United States Census Bureau har orten en folkmängd på 98 621 invånare (2010) och en landarea på 155 km².